# 迷路 (野上弥生子の小説)
『迷路』（めいろ）は、日本の作家・野上弥生子の長編小説。昭和10年代の日本（東京、軽井沢、大分）と中国を舞台に、左翼運動に身を投じ弾きだされた青年の、さまざまな葛藤を描いた作品。社会の上層階級の人々の動きも随所に描き込まれ、戦争そして敗戦へ向かう時代を重層的に描いている。1936年11月から雑誌『中央公論』に「黒い行列」の題名で書き始められ、翌年「迷路」と改題して書き継がれたが戦争で中断、戦後1948年10月第1部刊、執筆が再開され雑誌『世界』1949年1月-1956年10月に連載、1956年に完結した。並行して6部にわたる単行本が岩波書店から出版された。著者の代表作の一つで、1958年に第9回読売文学賞受賞。

## あらすじ
時は1935年（昭和10年）、帝大を退学した26歳の菅野省三は、東京で故郷由木の旧藩主阿藤子爵家の古文書整理や同家子息の家庭教師をして暮らしていた。帝大同期生との交流、同郷のブルジョア垂水家、増井家との交際の様子が描かれ、2・26事件（1936年）前後の東京、また両家別荘のある軽井沢での生活を通して、戦争に向かう時代の空気が仔細に語られる。ある出来事により阿藤家を辞した省三は、郷里の図書館の職を得る。九州大分の風景の中で、同じ町の若者伊東慎吾との触れ合いがあった。そして1943年のある日、省三に赤紙が来る。中国中部へ赴いた省三は軍隊生活の中で思わぬ人物と再会し、延安の反戦組織の活動を知る。1944年11月、省三は延安めざし、脱走をはかる。

## 主な登場人物
- 菅野省三（かんの しょうぞう） - 主人公。九州由木の醸造家の次男。東京帝大法科在学中に左翼運動で逮捕され転向、退学。
- 垂水重太（たるみ じゅうた） - 菅野家の遠縁で由木出身の代議士。牛込に住む。妻は君子。
- 垂水多津枝（たるみ たつえ） - 垂水重太の長女。省三の2歳下で幼馴染。妹は美紗子。
- 稲生国彦（いなお くにひこ） - 稲生財閥・稲生平八郎の次男。銀行家。
- 増井礼三（ますい れいぞう） - 由木出身の実業家。小石川林町に住む。故郷に図書館を寄贈。妻は鎌田陸軍大将の娘、松子。
- 増井万里子（ますい まりこ） - 増井礼三の弟とアメリカ人女性との間に生まれた。両親を亡くし、6歳で増井に引き取られて10年になる。
- 阿藤三保子（あとう みほこ） - 由木の旧藩主阿藤忠則子爵の夫人。小日向台に住む。祖母は祇園の舞妓だった。
- 江島宗通（えじま むねみち） - 桜田門外の変で倒れた彦根藩江島近江守の孫。染井に住む。伯爵の爵位を弟の秀通に譲り、能楽三昧の日々を送る。
- 菅野喜一（かんの きいち） - 省三の兄で、由木の本家を継いでいる。妻は佐久子。
- 伊東慎吾（いとう しんご） - 由木の実業家の息子。熊本の第五高等学校の学生。
- 小田健（おだ けん） - 省三の同期生。帝大工科の研究室に務めている。
- 木津（きづ） - 省三の同期生。新聞記者。

## 小見出し
岩波文庫の小見出し一覧
- 五月祭
- 多津枝
- 潮の香
- 小さい顔
- 軽井沢
- 黒い流れ
- 熊掌と爪
- 夕雲
- 江島宗通
- 故郷
- 伯父
- 青い夢
- 海峡
- 橋
- 秋（雑誌連載の初出では「反戦者宗通」）
- 屏風と文化使節
- 夏雲
- 小田の死
- 裸婦
- 蝙蝠
- 万里子
- 愛
- 歴史
- 崖
- 中坂の新宅
- 墜落
- 途中下車
- 慎吾のノート
- 赤紙の日
- 飼料徴発隊
- 塔のある丘
- 張先生
- 振子
- 脱走
- 方船のひと

## 発表・出版年譜
- 1936年（昭和11年）11月 「黒い行列」の題名で『中央公論』に掲載[5]。内容は「五月祭」から「軽井沢」に当たる部分で、「小さい顔」は含まれない。
- 1937年（昭和12年）11月 続きを「迷路」と題して『中央公論』に掲載[6]。内容は「黒い流れ」から「夕雲」に当たる部分。しかし戦時下の情勢により以降中断。
- 1948年（昭和23年） 既発表分を改作し「小さい顔」の部分を加え、単行本『迷路』第1部、第2部として岩波書店から刊行[7][8]。
- 1949年（昭和24年）1月 『世界』に『迷路』第3部（1）として「江島宗通」を発表[9]、以降1956年10月まで27回にわたり掲載。
- 1952年（昭和27年） 単行本『迷路』第3部[10]、第4部[11]刊行。
- 1954年（昭和29年） 単行本『迷路』第5部刊行[12]。
- 1956年（昭和31年）10月 『迷路』連載完結、11月単行本第6部刊行[13]。
- 1958年（昭和33年） 岩波文庫（全4冊）に収録されて刊行[14][15][16][17]。旧仮名遣いは新仮名遣いに改められ、旧版の第1部から第6部はなくなり、小見出しが補われた。野上豊一郎への献辞追加。
- 1960年（昭和35年） 『迷路』角川文庫（全3冊）として刊行[18][19][20]。
- 1962年（昭和37年） 角川版昭和文学全集の第22巻「野上弥生子」に「迷路」収録[21]。
- 1981年（昭和56年） 『野上弥生子全集』第9-11巻に『迷路』収録[22][23][24]。第9巻には初出の「黒い行列」と「迷路」が本文の下段に掲載され、改作の跡をたどることができる。第9巻「後記」（瀬沼茂樹）には、初出からの刊行経緯が一覧表として掲載されている。
- 1984年（昭和59年） 岩波文庫（改版、上下2冊）刊行[25]。
- 2006年（平成18年） ワイド版岩波文庫（上下2冊）刊行（ISBN 4000072765）[26][27]。
- 2014年（平成24年） Maya and Anthony Mortimerによる英訳 "The labyrinth"、Global Orientalより出版[28]（ISBN 9789004277465）。

## 背景
野上弥生子は大分県臼杵の醸造家小手川酒造の出身であり、その風景とたたずまいは主人公・菅野省三の郷里、大分県の城下町由木と、実家である醸造家菅野家の描写にとりいれられている。
主人公が奉職する由木の図書館は実業家の増井礼三が寄贈したという設定だが、臼杵には地元出身の実業家荘田平五郎（1847年 - 1922年）が三菱を退職する際に私費を投じて1918年に寄贈した図書館がある。同館は現在、臼杵市立図書館付属の荘田平五郎記念こども図書館となっている。
野上弥生子は東京の自宅のほかに軽井沢に別荘を持ち、晩年まで毎年夏期は軽井沢の大学村で過ごした。1938年には軽井沢警察署からロシア文学者湯浅芳子の件で出頭を命じられた。また同年に夫が渡欧した際に同行し、第二次大戦開戦前後の欧米の状況をつぶさに見た弥生子は帰国後、軽井沢の山荘を疎開用に越冬工事している。これらの経験は作中人物の会話や情景描写に活かされている。
著者「あとがき」によると、能狂いである江島宗通のモデルを大老井伊直弼の孫にあたる井伊直忠伯爵とした以外は、登場人物のモデルはいない。また井伊伯爵についても、正妻をめとらなかったこと、生涯を能に託したこと、梅若万三郎のパトロンであったことのほかはフィクションであるとしている。また「反戦者宗通」附記には、「強いてモデル探しをすれば「ボワリー夫人は私だ」とフローベルがいった意味において、人物の全ては作者自身と考えていただきたい。」と記している。
著者の夫である野上豊一郎（1883年 - 1950年）は能楽研究者であり、本書執筆途中に他界した。著者は本書完結後、文庫版冒頭に「亡き夫　豊一郎にささぐ」と記している。
著者自身は『迷路』完成前に中国を訪れたことはなく、中国の戦場場面については画家飯田善国の出征手記と情景画を参考にしたことが、著者「あとがき」に記されている。